# Kiss Toledo Goodbye
Kiss Toledo Goodbye es un thriller cómico dirigido por Lyndon Chubbuck. 

## Argumento
Un joven (Michael Rapaport) descubre que su padre biológico (Robert Forster) de quien no sabía nada es un jefe de la mafia. Después de presenciar la muerte de su padre, se espera que se una a las fuerzas de su nueva "familia" y es desafiado a probarse a sí mismo. Para prevenir una guerra entre bandos, debe hacerse pasar por gánster. Trata de mantener su nueva vida en secreto, lejos de su familia y especialmente de su celosa novia (Christine Taylor), con la ayuda de su nueva "familia" y del compañero cercano de su padre (Christopher Walken).